# When's Your Birthday?
When's Your Birthday? is een Amerikaanse filmkomedie uit 1937 onder regie van Harry Beaumont. Destijds werd de film in Nederland uitgebracht onder de titel Wanneer bent u jarig?

## Verhaal
De goedhartige waarzegger Dustin Willoughby wordt een bokser. Hij is geen indrukwekkende verschijning in de boksring, maar hij wint toch wedstrijd na wedstrijd. Dustin wil alleen maar boksen, wanneer de sterren hem gunstig gezind zijn. Op die manier komt hij in aanraking met enkele oplichters.

## Rolverdeling
| Acteur            | Personage          |
| ----------------- | ------------------ |
| Joe E. Brown      | Dustin Willoughby  |
| Marian Marsh      | Jerry Grant        |
| Fred Keating      | Larry Burke        |
| Edgar Kennedy     | Mijnheer Basscombe |
| Maude Eburne      | Mevrouw Basscombe  |
| Suzanne Kaaren    | Diane Basscombe    |
| Margaret Hamilton | Mossy              |
| Minor Watson      | Regan              |
| Frank Jenks       | Lefty              |
| Don Rowan         | Steve              |
| Granville Bates   | Rechter O'Day      |
| Charles Judels    | Ober               |